# Monobolodes undatifascia
Monobolodes undatifascia är en fjärilsart som beskrevs av Holloway 1998. Monobolodes undatifascia ingår i släktet Monobolodes och familjen Uraniidae. Inga underarter finns listade i Catalogue of Life.